# Vitesse in het seizoen 1965/66
|             | Tweede divisie A | KNVB beker | Totaal |
| ----------- | ---------------- | ---------- | ------ |
| Wedstrijden | 28               | 3          | 31     |
| Gewonnen    | 22               | 0          | 22     |
| Gelijk      | 4                | 2          | 6      |
| Verloren    | 2                | 1          | 3      |
| Thuis       | 14               | 1          | 15     |
| Uit         | 14               | 2          | 16     |
| Doelsaldo   | +45              | -3         | +42    |
| voor        | 75               | 3          | 78     |
| tegen       | 30               | 6          | 36     |
| ‘De Nul’    | 10               | 0          | 10     |

Vitesse kwam in het seizoen 1965/1966 voor het vierde seizoen op rij uit in de Tweede divisie. Daarnaast nam het Arnhemse elftal deel aan het toernooi om de KNVB beker.

## Samenvatting
De Vitesse-selectie stond in het seizoen 1965/'66 voor het tweede jaar onder leiding van trainer Joseph Gruber, waarbij Frans de Munck dit seizoen werd aangetrokken als assistent-trainer en doelman.
In de Tweede divisie A werd Vitesse kampioen met 48 punten (in het "2 punten"-systeem). Vitesse promoveerde hierdoor weer naar de Eerste divisie na vier seizoenen in de Tweede divisie. Vitesse bleef voor het tweede seizoen op rij in de thuiswedstrijden ongeslagen, met 12 overwinningen en tweemaal een gelijkspel.

In de KNVB beker kwam Vitesse met tweemaal een gelijkspel en een nederlaag niet door de groepsfase heen.

## Selectie en statistieken
Legenda
| - W Wedstrijden - Doelpunten | - B Basisplaatsen - In Wissels In - Uit Wissels Uit |

| Nat.               | Spelersnaam          | Tweede divisie A | Tweede divisie A | Tweede divisie A | Tweede divisie A | Tweede divisie A |            | KNVB beker | KNVB beker | KNVB beker | KNVB beker | KNVB beker |        | Totaal | Totaal | Totaal | Totaal | Totaal |
| Nat.               | Spelersnaam          | W                |                  | B                | In               | Uit              |            | W          |            | B          | In         | Uit        |        | W      |        | B      | In     | Uit    |
| ------------------ | -------------------- | ---------------- | ---------------- | ---------------- | ---------------- | ---------------- | ---------- | ---------- | ---------- | ---------- | ---------- | ---------- | ------ | ------ | ------ | ------ | ------ | ------ |
| Vlag van Nederland | Arie Alberding       | 0                | 0                | 0                | 0                | 0                |            | 1          | 0          | 1          | 0          | 0          |        | 1      | 0      | 1      | 0      | 0      |
| Vlag van Nederland | Tinus Beijer         | 2                | 1                | 2                | 0                | 1                |            | 1          | 0          | 1          | 0          | 0          |        | 3      | 1      | 3      | 0      | 1      |
| Vlag van Nederland | Eef Eichelsheim      | 27               | 0                | 27               | 0                | 0                |            | 1          | 0          | 1          | 0          | 0          |        | 28     | 0      | 28     | 0      | 0      |
| Vlag van Nederland | Henk Harmsen         | 0                | 0                | 0                | 0                | 0                |            | 1          | 0          | 1          | 0          | 0          |        | 1      | 0      | 1      | 0      | 0      |
| Vlag van Nederland | Bennie Hofs          | 28               | 7                | 28               | 0                | 0                |            | 3          | 0          | 3          | 0          | 1          |        | 31     | 7      | 31     | 0      | 1      |
| Vlag van Nederland | Toon Huiberts        | 28               | 1                | 28               | 0                | 0                |            | 3          | 0          | 3          | 0          | 0          |        | 31     | 1      | 31     | 0      | 0      |
| Vlag van Nederland | Bart van Ingen       | 28               | 0                | 28               | 0                | 0                |            | 2          | 0          | 2          | 0          | 0          |        | 30     | 0      | 30     | 0      | 0      |
| Vlag van Nederland | Piet van Kerkhof     | 6                | 1                | 6                | 0                | 1                |            | 2          | 1          | 2          | 0          | 0          |        | 8      | 2      | 8      | 0      | 1      |
| Vlag van Nederland | Frans de Munck       | 28               | 0                | 28               | 0                | 0                |            | 2          | 0          | 2          | 0          | 0          |        | 30     | 0      | 30     | 0      | 0      |
| Vlag van Nederland | Joop Peters          | 3                | 1                | 1                | 2                | 0                |            | 0          | 0          | 0          | 0          | 0          |        | 3      | 1      | 1      | 2      | 0      |
| Vlag van Nederland | Frans Rikken         | 11               | 0                | 10               | 1                | 0                |            | 2          | 0          | 2          | 0          | 0          |        | 13     | 0      | 12     | 1      | 0      |
| Vlag van Nederland | Wim Schoorl          | 14               | 0                | 14               | 0                | 0                |            | 3          | 0          | 3          | 0          | 0          |        | 17     | 0      | 17     | 0      | 0      |
| Vlag van Nederland | Jan Veenstra         | 27               | 16               | 27               | 0                | 0                |            | 2          | 1          | 2          | 0          | 0          |        | 29     | 17     | 29     | 0      | 0      |
| Vlag van Nederland | Hans Verhagen        | 26               | 21               | 26               | 0                | 1                |            | 2          | 0          | 2          | 0          | 0          |        | 28     | 21     | 28     | 0      | 1      |
| Vlag van Nederland | Henk Vleeming        | 27               | 7                | 27               | 0                | 0                |            | 3          | 0          | 2          | 1          | 0          |        | 30     | 7      | 29     | 1      | 0      |
| Vlag van Nederland | Chris de Vries       | 28               | 15               | 28               | 0                | 0                |            | 3          | 1          | 3          | 0          | 0          |        | 31     | 16     | 31     | 0      | 0      |
| Vlag van Nederland | Gert van de Weerthof | 28               | 3                | 28               | 0                | 0                |            | 3          | 0          | 3          | 0          | 0          |        | 31     | 3      | 31     | 0      | 0      |
| Totaal             | Totaal               | 28               | 75               | 308              | 3                | 3                |            | 3          | 3          | 33         | 1          | 1          |        | 31     | 78     | 341    | 4      | 4      |
|                    |                      | W                |                  | B                | In               | Uit              |            | W          |            | B          | In         | Uit        |        | W      |        | B      | In     | Uit    |
| Tweede divisie A   | Tweede divisie A     | Tweede divisie A | Tweede divisie A | Tweede divisie A |                  | KNVB beker       | KNVB beker | KNVB beker | KNVB beker | KNVB beker |            | Totaal     | Totaal | Totaal | Totaal | Totaal |        |        |

### Topscorers
| Nr.                         | Naam                        | Doelpunt(en) |
| --------------------------- | --------------------------- | ------------ |
| 1                           | Hans Verhagen               | 21           |
| 2                           | Jan Veenstra                | 16           |
| 3                           | Chris de Vries              | 15           |
| 4                           | Bennie Hofs                 | 7            |
| 4                           | Henk Vleeming               | 7            |
| 6                           | Gert van de Weerthof        | 3            |
| 7                           | Tinus Beijer                | 1            |
| 7                           | Toon Huiberts               | 1            |
| 7                           | Piet van Kerkhof            | 1            |
| 7                           | Joop Peters                 | 1            |
| Eigen doelpunt tegenstander | Eigen doelpunt tegenstander | 2            |
| Totaal                      | Totaal                      | 75           |

| Nr.    | Naam             | Doelpunt(en) |
| ------ | ---------------- | ------------ |
| 1      | Piet van Kerkhof | 1            |
| 1      | Jan Veenstra     | 1            |
| 1      | Chris de Vries   | 1            |
| Totaal | Totaal           | 3            |

| Nr.                         | Naam                        | Doelpunt(en) |
| --------------------------- | --------------------------- | ------------ |
| 1                           | Hans Verhagen               | 21           |
| 2                           | Jan Veenstra                | 17           |
| 3                           | Chris de Vries              | 16           |
| 4                           | Bennie Hofs                 | 7            |
| 4                           | Henk Vleeming               | 7            |
| 6                           | Gert van de Weerthof        | 3            |
| 7                           | Piet van Kerkhof            | 2            |
| 8                           | Tinus Beijer                | 1            |
| 8                           | Toon Huiberts               | 1            |
| 8                           | Joop Peters                 | 1            |
| Eigen doelpunt tegenstander | Eigen doelpunt tegenstander | 2            |
| Totaal                      | Totaal                      | 78           |

## Wedstrijden
Bron: Vitesse Statistieken
| Legenda    |
| ---------- |
| Winst      |
| Gelijkspel |
| Verlies    |

### Tweede divisie A
| Datum             | Thuis          | Uitslag   | Uit            | Doelpuntenmakers Vitesse                                                      | Bijzonderheden                           |
| ----------------- | -------------- | --------- | -------------- | ----------------------------------------------------------------------------- | ---------------------------------------- |
| 22 augustus 1965  | ZFC            | 3–2 (1–1) | Vitesse        | De Vries (1–1), Vleeming (1–2)                                                |                                          |
| 29 augustus 1965  | Vitesse        | 5–1 (2–1) | VV Heerenveen  | Verhagen (2x; 4–1, 5–1), Veenstra (1–0), De Vries (2–1), Vleeming (3–1)       |                                          |
| 5 september 1965  | FC Hilversum   | 2–3 (2–1) | Vitesse        | Veenstra (2x; 2–1, 2–3), Vleeming (2–2)                                       |                                          |
| 12 september 1965 | Vitesse        | 1–0 (1–0) | AGOVV          | De Vries (1–0)                                                                |                                          |
| 26 september 1965 | WVV Wageningen | 0–6 (0–3) | Vitesse        | Verhagen (4x; 0–1, 0–3, 0–4, 0–6), Hofs (0–2), Veenstra (0–5)                 |                                          |
| 10 oktober 1965   | De Graafschap  | 0–2 (0–0) | Vitesse        | Veenstra (0–1), De Vries (0–2)                                                |                                          |
| 24 oktober 1965   | Vitesse        | 3–2 (2–1) | Zwolsche Boys  | Veenstra (1–0), Hofs (2–1), Verhagen (3–1)                                    |                                          |
| 31 oktober 1965   | FC Zaanstreek  | 1–2 (0–1) | Vitesse        | Veen (e.d.; 0–1), Verhagen (0–2)                                              |                                          |
| 5 december 1965   | SC Gooiland    | 0–2 (0–0) | Vitesse        | Verhagen (0–1), Veenstra (0–2)                                                |                                          |
| 12 december 1965  | Vitesse        | 6–1 (3–0) | HVV Tubantia   | Verhagen (3x; 2–0, 4–0, 6–1), De Vries (2x; 1–0, 5–0), Hofs (3–0)             |                                          |
| 26 december 1965  | Vitesse        | 2–2 (2–0) | HVC            | De Vries (2x; 1–0, 2–0)                                                       |                                          |
| 9 januari 1966    | VV Zwartemeer  | 2–0 (1–0) | Vitesse        | (–)                                                                           |                                          |
| 16 januari 1966   | Vitesse        | 3–2 (3–1) | Veendam        | Veenstra (2x; 1–1, 2–1), Verhagen (3–1)                                       |                                          |
| 20 februari 1966  | Vitesse        | 2–0 (0–0) | ZFC            | Van de Weerthof (1–0), Vleeming (2–0)                                         |                                          |
| 27 februari 1966  | VV Heerenveen  | 1–1 (0–0) | Vitesse        | De Vries (0–1)                                                                |                                          |
| 6 maart 1966      | Vitesse        | 3–2 (1–1) | FC Hilversum   | Verhagen (2x; 2–1, 3–2), Vleeming (1–0)                                       | Rikken van het veld gestuurd in 2e helft |
| 10 maart 1966     | Vitesse        | 1–0 (0–0) | PEC            | Brugmans (e.d.; 1–0)                                                          |                                          |
| 13 maart 1966     | AGOVV          | 0–2 (0–1) | Vitesse        | Veenstra (2x; 0–1, 0–2)                                                       |                                          |
| 20 maart 1966     | Vitesse        | 5–0 (2–0) | WVV Wageningen | Van Kerkhof (1–0), Veenstra (2–0), Huiberts (3–0), Hofs (4–0), Verhagen (5–0) |                                          |
| 3 april 1966      | Vitesse        | 1–0 (0–0) | De Graafschap  | Veenstra (1–0)                                                                |                                          |
| 9 april 1966      | Zwolsche Boys  | 1–2 (1–2) | Vitesse        | Vleeming (0–1), Veenstra (0–2)                                                |                                          |
| 11 april 1966     | Vitesse        | 2–2 (1–2) | FC Zaanstreek  | Veenstra (1–1), De Vries (2–2)                                                |                                          |
| 24 april 1966     | Veendam        | 2–2 (2–1) | Vitesse        | Van de Weerthof (2–1), Beijer (2–2)                                           |                                          |
| 1 mei 1966        | Vitesse        | 5–1 (1–0) | SC Gooiland    | Hofs (2x; 2–0, 3–0), Verhagen (2x; 4–0, 5–0), Veenstra (1–0)                  | Vitesse zeker van promotie               |
| 8 mei 1966        | HVV Tubantia   | 0–1 (0–0) | Vitesse        | Hofs (0–1)                                                                    |                                          |
| 15 mei 1966       | HVC            | 2–3 (1–0) | Vitesse        | De Vries (2–1), Van de Weerthof (2–2), Verhagen (2–3)                         | Vitesse kampioen                         |
| 19 mei 1966       | Vitesse        | 2–1 (1–0) | VV Zwartemeer  | De Vries (1–0), Vleeming (2–1)                                                |                                          |
| 22 mei 1966       | PEC            | 2–6 (0–3) | Vitesse        | De Vries (3x; 0–3, 0–4, 2–6), Verhagen (2x; 0–2, 2–5), Peters (0–1)           |                                          |

### KNVB beker
| Datum             | Ronde   | Thuis          | Uitslag   | Uit     | Doelpuntenmakers Vitesse          | Bijzonderheden |
| ----------------- | ------- | -------------- | --------- | ------- | --------------------------------- | -------------- |
| 18 september 1965 | Groep 4 | Go Ahead       | 3–0 (1–0) | Vitesse | (–)                               |                |
| 7 november 1965   | Groep 4 | Vitesse        | 1–1 (0–0) | NEC     | De Vries (1–0)                    |                |
| 2 januari 1966    | Groep 4 | WVV Wageningen | 2–2 (1–1) | Vitesse | Van Kerkhof (1–1), Veenstra (1–2) |                |

### Oefenwedstrijden
| Datum            | Thuis                           | Uitslag   | Uit       | Doelpuntenmakers Vitesse                             | Bijzonderheden               |
| ---------------- | ------------------------------- | --------- | --------- | ---------------------------------------------------- | ---------------------------- |
| 28 juli 1965     | VfB Rheingold Emmerich          | 2–2 (0–2) | Vitesse   | Verhagen (2x; 0–1, 0–2)                              |                              |
| 6 augustus 1965  | Vitesse                         | 2–4 (0–3) | Wiener SC | Verhagen (2x; 1–3, 2–3)                              | Eigen doelpunt Schoorl (2–4) |
| 8 augustus 1965  | Limburgia                       | 2–1 (0–1) | Vitesse   | Verhagen (0–1)                                       |                              |
| 15 augustus 1965 | Vitesse                         | 2–5 (2–2) | Limburgia | De Vries (1–1), Verhagen (2–2)                       |                              |
| 4 mei 1966       | Fortuna Düsseldorf              | 5–0 (1–0) | Vitesse   | (–)                                                  |                              |
| 10 mei 1966      | Nederlands amateurvoetbalelftal | 1–3 (1–2) | Vitesse   | Van de Weerthof (0–1), Witkamp (0–2), De Vries (1–3) |                              |